# Żiten (obwód miejski Sofia)
Żiten (bułg. Житен) – wieś w Bułgarii; 550 mieszkańców (2010).